# Finger Poppin’
Finger Poppin’ (właśc. Finger Poppin’ with the Horace Silver Quintet) – album studyjny amerykańskiego pianisty jazzowego Horace’a Silvera oraz współpracujących z nim w kwintecie muzyków, wydany z numerem katalogowym BLP 4008 i BST 4008 w 1959 roku przez Blue Note Records.

## Powstanie
Materiał na płytę został zarejestrowany 31 stycznia 1959 roku przez Rudy’ego Van Geldera w należącym do niego studiu (Van Gelder Studio) w Hackensack w stanie New Jersey. Produkcją albumu zajął się Alfred Lion.

## Lista utworów
Opracowano na podstawie materiału źródłowego.
Wydanie LP
Strona A
| Nr | Tytuł utworu         | Muzyka        | Długość |
| -- | -------------------- | ------------- | ------- |
| 1. | „Finger Poppin’”     | Horace Silver | 4:47    |
| 2. | „Juicy Lucy”         | Silver        | 5:46    |
| 3. | „Swingin’ the Samba” | Silver        | 5:17    |
| 4. | „Sweet Stuff”        | Silver        | 5:32    |
|    |                      |               | 21:22   |

Strona B
| Nr | Tytuł utworu                 | Muzyka | Długość |
| -- | ---------------------------- | ------ | ------- |
| 1. | „Cookin’ at the Continental” | Silver | 4:54    |
| 2. | „Come On Home”               | Silver | 5:30    |
| 3. | „You Happened My Way”        | Silver | 5:29    |
| 4. | „Mellow D”                   | Silver | 5:37    |
|    |                              |        | 21:30   |

## Twórcy
Opracowano na podstawie materiału źródłowego.
Muzycy:
- Horace Silver – fortepian
- Blue Mitchell – trąbka
- Junior Cook – saksofon tenorowy
- Gene Taylor – kontrabas
- Louis Hayes – perkusja

Produkcja:
- Alfred Lion – produkcja muzyczna
- Rudy Van Gelder – inżynieria dźwięku
- Reid Miles – projekt okładki
- Francis Wolff – fotografia na okładce
- Leonard Feather – liner notes